# Muhammed Ndow
Muhammed Ndow ist ein gambischer Politiker.

## Leben
| Parlamentswahl | Stimmen | Stimmanteil |
| -------------- | ------- | ----------- |
| 2017           | 1.852   | 50,09 %     |
| 2022           | 1.168   | 24,36 %     |

Muhammed Ndow trat bei der Wahl zum Parlament 2017 als Kandidat der People’s Progressive Party (PPP) im Wahlkreis Banjul Central in der Kanifing Administrative Region an. Mit 50,09 % konnte er den Wahlkreis vor Abdoulie Saine (APRC) für sich gewinnen.
Bei den Parlamentswahlen 2022 erhielt Ndow 1168 Stimmen (24,34 %) und verlor damit seinen Wahlkreis knapp an den parteilosen Kandidaten Abdoulie Njai (* 1996), der 1262 Stimmen (26,32 %) für sich gewinnen konnte.
Ndow war stellvertretender Parteivorsitzender und Generalsekretär der PPP. Im Mai 2023 gab er bekannt, sich aus der Partei zurückzuziehen, da ihn das Absolvieren eines Postgraduierten-Programms in Diplomatie und Internationalen Beziehungen am Management Development Institute zu sehr in Anspruch nähme. Im Vorfeld hatte ein PPP-Repräsentant seinen Rücktritt gefordert, da Ndow sich für die konkurrierende National People’s Party (NPP) engagiert habe.